# The Awakening (Doctor Who)
Pour les articles homonymes, voir Awakening.
The Awakening (Le réveil) est le 131e épisode de la première série de la série télévisée britannique de science-fiction Doctor Who. Il fut originellement diffusé sur la BBC en deux parties les 19 et 20 janvier 1984.

## Accroche
Le TARDIS arrive dans la ville de Little Hodcombe afin que Tegan puisse aller voir son grand-père. Celui-ci semble avoir disparu et le Docteur et ses compagnons semblent avoir atterri dans ce qui semble être une reconstitution historique du Moyen Âge. Le Docteur se rend compte que certains des habitants font vraiment partie du Moyen Âge et se sont  introduits grâce à une fissure temporelle.

## Distribution
- Peter Davison — Le Docteur
- Janet Fielding — Tegan Jovanka
- Mark Strickson — Vislor Turlough
- Polly James — Jane Hampden
- Denis Lill — Sir George Hutchinson
- Glyn Houston — Le Colonel Ben Wolsey
- Jack Galloway — Joseph Willow
- Keith Jayne — Will Chandler
- Frederick Hall — Andrew Verney

## Résumé
En juillet 1643, lors de la première Révolution anglaise, deux armées se sont affrontées et massacrées non loin du village de Little Hodcombe. En 1984, pour commémorer cela, des reconstitutions historiques sont effectuées dans le village, mais l'institutrice du village, Jane Hampden, trouve que cela va trop loin et s'en plaint au maire, Sir George Hutchinson, qui ne prend pas ses plaintes au sérieux. C'est dans ce contexte que l'équipage du TARDIS arrive dans le village, car Tegan souhaite passer du temps avec son grand-père, Andrew Verney. Ils atterrissent dans l'église du village après avoir rencontré une étrange zone de turbulence. Explorant les lieux, ils voient un homme encapuchonné à la mode du XVIIe siècle, disparaître après les avoir dévisagés.
Les trois voyageurs sont capturés par l'un des villageois déguisés et amenés auprès de Hutchinson, d'Hampden et du Colonel Ben Woolsey qui leur demande comme ils sont arrivés là. Tegan explique qu'elle est venue voir son grand-père, mais Hutchinson l'informe que celui-ci a disparu depuis quelques jours et qu'on est sans nouvelles de lui. Effrayée par cette nouvelle et par l'absence d'empathie des villageois, Tegan s'enfuit, en larmes. Au cours de sa fuite, elle se retrouve face à ce qui ressemble à l'apparition fantomatique d'un vieil homme. Le Docteur retourne à l'église et découvre un paysan du XVIIe siècle, Will Chandler qui s'était caché dans un passage secret. Il y croise aussi Jane Hampden dans un passage secret et celle-ci y a trouvé une sorte de métal mou que l'on ne trouve nulle part sur Terre. Soudainement, dans l'église, une sorte de visage géant crachant de la fumée se met à briser les murs. Will reconnaît ce visage comme étant une créature maléfique appelée le Malus.
Pendant ce temps, Turlough et Tegan se rendent compte que des projections étranges se trouvent dans le TARDIS et en ressortent, ce qui leur vaut d'être à nouveau capturés par les villageois. Turlough est enfermé avec Andrew Verney, tandis qu'on force Tegan à porter un costume d'époque afin d'être couronnée "Reine de Mai". À l'église, le Docteur, Jane et Will échappent à une projection psychique simulant un cavalier en utilisant un passage secret les ramenant au bureau du colonel. Le Docteur réalise qu'Hutchinson et Woolsey ont découvert le Malus et en tentant d'exploiter la créature, ont été possédés par elle. Celle-ci se nourrit des projections psychiques des habitants lorsqu'ils se trouvent dans une reconstitution historique. Alors qu'Hutchinson semble de plus en plus vindicatif, Woolsey se range du côté du Docteur.
Alors que les villageois brûlent la Reine de Mai, Hutchinson s'aperçoit qu'il ne s'agit pas de Tegan mais d'une poupée en paille placé par Woolsey. Hutchinson s'énerve et ordonne à ses hommes de tuer le Woolsey et les autres. Le Docteur, Hampten, Woolsey et Tegan s'échappent grâce à Will et se retrouvent dans le TARDIS où le Docteur utilise la fréquence de l'énergie psychique qui nourrit le Malus afin de le retourner contre lui et faire disparaître les projections. Des villageois tentent de forcer les portes du TARDIS mais sont assommés par Turlough et Verney. Ressortant dans l'église, ils sont menacés et mis en joue par Hutchinson, mais celui-ci finit par être poussé par Will dans la bouche du Malus. Ayant perdu le médium qui lui permettait d'absorber l'énergie des habitants, le Malus s'auto-détruit. Alors que tous trouvent refuge dans le TARDIS, l'église explose. Le Docteur accepte de rester le temps d'une tasse de thé avec les habitants du village, avant de renvoyer Will à son époque.

### Continuité
- Il n'y aucune explication concernant l'absence de Kamelion dans cet épisode, même si une scène avec le personnage avait été enregistrée.
- On trouve une référence aux Terileptils, les ennemis de The Visitation. » Le script-editor Eric Saward avait demandé qu'on fasse référence à eux afin de planter un futur épisode les concernant. Celui-ci ne se fit pas.
- Cet épisode voit l'apparition du nouveau costume du 5e Docteur avec un pull ayant un col en v.

## Production

### Écriture
À l'origine agent d'assurance, cela faisait plus de dix ans qu'Eric Pringle proposait des idées de scénarios pour Doctor Who, dont aucun n'était jamais entré en phase de production. En 1981, l'une d'entre elles, « War Game » (« jeu de guerre ») attire l'attention du script-éditor (superviseur des scénarios) Eric Saward. S'inspirant de la passion de Pringle pour la première Révolution anglaise, l'épisode est commissionné le 3 mars 1982. Toutefois l'épisode manque d'incidents suffisant pour remplir 4 épisodes et Saward trouve que la totalité de l'épisode risque de coûter trop cher. Toutefois, le 2 septembre, la première partie de l'épisode est commissionnée et le 3 décembre, Eric Saward et le producteur John Nathan-Turner estime qu'il n'y a pas assez de matériel pour faire un épisode en 4 parties et le 13 décembre, les scripts sont commissionnés pour ne faire que 2 parties. L'épisode prend le titre de "Poltergheist" puis de "The Awakening."
Eric Saward réécrit aussi une partie du scénario, diminuant l'aspect supernaturel de l'épisode, écrivant une connexion avec les Terileptil ainsi qu'une scène dans laquelle on voyait Kamelion dans le TARDIS, imitant la voix de Tegan et du Docteur. Peu content de cette réécriture qu'il trouvait bâclée, Pringle ne soumit pas d'autres scénarios à la production de Doctor Who.

### Casting
- Glyn Houston avait auparavant joué le rôle du Professeur Watson dans l'épisode de 1976 The Hand of Fear
- C'est durant le tournage de cet épisode, le 27 juillet que John Nathan-Turner annonça à la presse le départ de Peter Davison et l'arrivée d'un sixième Docteur. Même si Colin Baker avait déjà été choisi depuis un mois, le nom de l'acteur Brian Blessed circula dans la presse.

### Tournage
Le réalisateur choisit pour cet épisode fut Michael Owen Morris, un réalisateur débutant qui avait déjà travaillé en tant qu'assistant de production sur l'épisode de 1978 The Pirate Planet. C'est son seul épisode de Doctor Who en tant que réalisateur. C'est aussi le dernier épisode pour Barry Newbery, un designer qui avait travaillé sur la série par intermittence depuis An Unearthly Child.
Le tournage débuta par 4 jours de prises de vues en extérieur du 19 au 21 juillet 1983, avec 2 jours en amont afin que les acteurs s'habituent au chevaux. Même avec cette précaution, Jack Galloway, qui joue le personnage de Willow fut jeté à bas de son cheval lors du premier jour de tournage à Shapwick dans le Dorset. Le 20, un des chevaux détruisit une partie du décor lors du tournage, mais la scène avait été filmée à temps. L'enregistrement du désastre fut utilisée afin de servir d'exemple aux réalisateur de la BBC sur les erreurs à ne pas commettre lorsque l'on tourne avec des animaux. Le 21 et 22 juillet, le tournage se déplaça à Martin dans le comté du Hampshire.
La session de tournage en studio se déroula du 4 au 6 août 1983 au studio 6 du Centre télévisuel de la BBC. Nathan-Turner fut tellement content du personnage de Will Chandler qu'il pensa à un moment en faire un compagnon récurrent du Docteur. Toutefois le personnage était bien trop peu développé pour en faire un compagnon convaincant et l'idée fut abandonnée.

### Post-production
L'épisode s'avérera trop long, les parties furent rallongées et la scène avec Kamelion fut supprimée au montage. Ce passage, supposé être perdu, fut inclus dans la version DVD de l'épisode.

## Diffusion et Réception
| Épisode                                                                                    | Date de diffusion | Durée | Téléspectateurs en millions | Archives            |
| ------------------------------------------------------------------------------------------ | ----------------- | ----- | --------------------------- | ------------------- |
| Épisode 1                                                                                  | 19 janvier 1984   | 25:18 | 7,9                         | Bandes couleurs PAL |
| Épisode 2                                                                                  | 20 janvier 1984   | 24:47 | 6,6                         | Bandes couleurs PAL |
| Diffusé en deux parties le 19 et 20 janvier 1984, l'épisode fit un score d'audience moyen. |                   |       |                             |                     |

L'épisode fut monté à nouveau afin d'en faire une version de 50 minutes, diffusée dans le cadre d'une rediffusion le 20 juillet 1984. Lors de ce montage la bobine de l'épisode 1 reçu de nombreuses rayures. Lorsqu'elle fut examinée en 1990, les rayures s'étaient aggravées. Pour la sortie en VHS de l'épisode, des films originaux furent utilisés et la partie 2 fut restaurée par la Doctor Who Restoration Team.

### Critiques
En 1995, dans le livre « Doctor Who : The Discontinuity Guide », Paul Cornell, Martin Day, et Keith Topping trouvent que si l'épisode rappelle « The Dæmons », l'histoire est rafraîchissante et qu'il s'agit d'une "belle aventure bien écrite". Les auteurs de « Doctor Who : The Television Companion » (1998) apprécient l'épisode dont ils aiment l'ambiance, le scénario, les personnages secondaires ainsi que le design. Toutefois, ils restent plus circonspect sur l'apparence du Malus, l'attitude des villageois et l'utilisation du TARDIS dans cet épisode.
En 2012, Patrick Mulkern de Radio Times qualifie directement l'épisode de "chose rare" car il s'agit "d'un épisode du 5e Docteur qui est un délice du début jusqu'à la fin." Il se dit heureux que l'épisode ait été réduit à deux parties et apprécie la réalisation de Morris, le design du Malus, les personnages secondaires, la façon dont est dépeinte Tegan dans cet épisode. Il trouve toutefois que la fin est un peu expédiée.

## Novélisation
L'épisode fut romancé par  Eric Pringle lui-même et publié en juin 1985 avec une couverture d'Andrew Skilleter. Le roman porte le numéro 95 de la collection Doctor Who des éditions Target Books. Ce roman n'a jamais connu de traduction à ce jour.

## Éditions commerciales
L'épisode n'a jamais été édité en français, mais a connu plusieurs éditions au Royaume-Uni et dans les pays anglophones.
- La version restaurée de l'épisode sortie en VHS en novembre 1995 dans un coffret double VHS comprenant Frontios.
- L'épisode fut édité en DVD le 20 juin 2011 dans un coffret nommé The Earth Story avec l'épisode de 1966 The Gunfighters se déroulant au far-west. L'édition contient les commentaires audios du réalisateur Michael Owen Morris et du script-editor Eric Saward, un making-of de l'épisode avec les interviews des acteurs d'époque, un témoignage sur la création du visage de Malus, des comparatifs photos des villages utilisés durant l'épisode et d'autres bonus.